# Guadalupe López Bretón
María Guadalupe López Bretón (Puebla de Zaragoza, Puebla, 7 de diciembre de 1935) es una política mexicana, miembro del Partido Revolucionario Institucional (PRI). Fue diputada federal y senadora por el estado de Puebla.

## Biografía
Es profesora egresada de la Instituto Normal de México y posteriormente de la Escuela Normal Superior; ejerció como maestra en varias escuelas del estado, llegando a ser directora de la escuela Juan C. Bonilla en Cholula.
Miembro del PRI desde 1958, fue directora de Acción Femenil en Puebla de 1969 a 1975 y delegada en Querétaro en 1976. Fue elegida regidora del municipio de Puebla de 1971 a 1973 siendo presidente municipal Gonzalo Bautista O'Farrill. También había sido electa senadora suplemente de la segunda fórmula del estado en las Legislaturas XLVIII y XLIX de 1970 a 1976 siendo senador propietario Guillermo Morales Blumenkron. Ocupó la titularidad de la senaduría del 11 de septiembre de 1973 al 31 de enero de 1975, mientras Morales ocupaba la gubernatura de Puebla; y en donde integró las comisiones de Presupuesto; de Instituciones Financieras; y de Recursos Naturales.
De 1976 a 1979 fue por primera ocasión diputada federal por el Distrito 7 de Puebla a la L Legislatura, y en la que a su vez formó parte de las comisiones de Desarrollo Agrario; y de Cuidado Materno-Infantil. Delegada del PRI en Campeche en 1981, subsecretaria de Acción Social del comité ejecutivo nacional del partido en 1981.
En el mismo 1981 fue directora de Programas de Bienestar de la Secretaría del Trabajo y Previsión Social, presidenta estatal del PRI en Puebla en 1984 y luego directora de Desarrollo Social del municipio de Puebla de 1984 a 1985. En 1985 fue elegida por segunda ocasión diputada federal, esta vez por el Distrito 3 de Puebla a la LIII Legislatura que concluyó en 1988.
En 1997 fue nuevamente elegida senadora suplente, en esta ocasión por la denominada Lista Nacional y que extraordinariamente ejercieron un periodo de solo tres años en la LVII Legislatura, siendo senadora propietaria Rosario Green. Cuando ésta solicitó licencia para ser titular de la Secretaría de Relaciones Exteriores, fue llamada a ejercer la senaduría entre el 17 de marzo de 1998 hasta el 31 de agosto de 2000. En dicha legislatura fue presidenta de la comisión de Equidad y Género; e integrante, en diversos momentos, de las comisiones de Asistencia Social; de Asuntos Alimentarios; de Atención a Niños, Jóvenes y Tercera Edad; la Bicamaral como mecanismo constitutivo del parlamento de mujeres de México; de Educación; de Fortalecimiento del Federalismo; de Medio Ambiente y Recursos Naturales; de Relaciones Exteriores - 1a Sección (Europa y Asia); y de Derechos Humanos.